# Iglesia de Nuestra Señora de Lapa

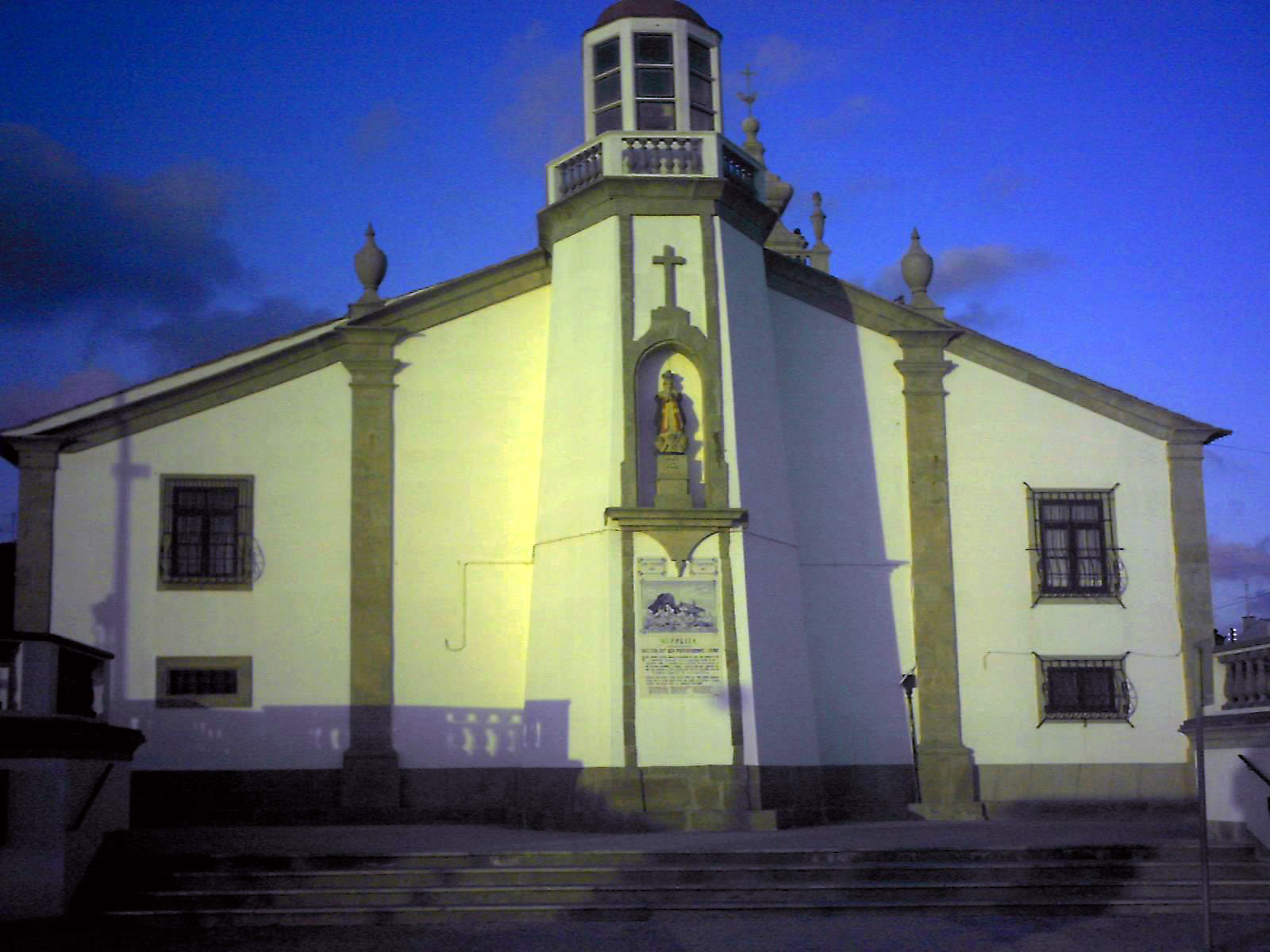
Igreja da Lapa.

La iglesia de Nuestra Señora de Lapa, antigua capilla de la Señora de Lapa (en portugués, Igreja da Nossa Senhora da Lapa, Capela da Senhora da Lapa) es una iglesia de Póvoa de Varzim, Portugal. Es un edificio modesto y simple que data de 1772, mandado erigir por la comunidad pesquera del lugar. Aquí es donde los pescadores y sus familias acuden en los momentos más difíciles a venerar a su patrona: Nuestra Señora de la Asunción (en portugués Nossa Senhora da Assunção).

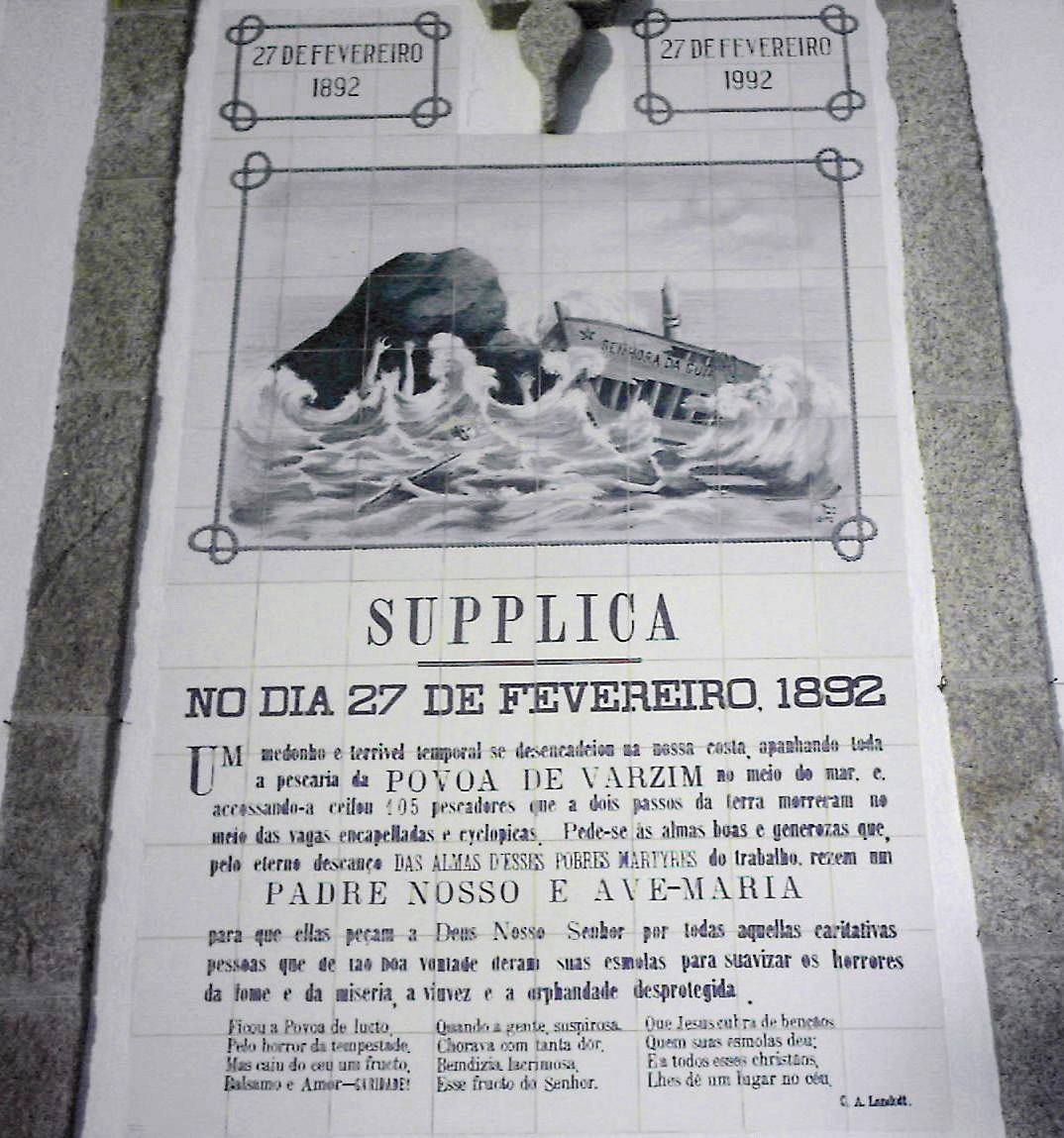
Panel conmemorativo de la tragedia de 1892.

La iglesia es sede de la Parroquia de Lapa (Bairro Sul de Póvoa de Varzim) desde el desmembramiento de la parroquia de la Matriz en 1935. También en la antigua capilla estaba acogida la Real Cofradía de Nuestra Señora de la Asunción que también asistía a la comunidad pesquera poveira, cuya mayoría vive en el área de la parroquia. La Capilla de Nuestra Señora de la Concepción del Castillo, en la Fortaleza de Póvoa de Varzim forma parte de la parroquia de Lapa y también fue construida el siglo XVIII.
Un pequeño faro desactivado sirve de conexión sentimental y, en otros tiempos, útil, entre la iglesia y los pescadores que estaban en el mar.
Es por ello que la iglesia tiene un valor cultural y simbólico muy grande. En la iglesia se encuentra un panel conmemorativo de la tragedia marítima del 27 de febrero de 1892, que marcó profundamente a la comunidad pesquera del lugar), y que dice:

Un fatal y terrible temporal se desencadenó en nuestra costa, atrapando a todos

los pescadores de PÓVOA DE VARZIM en medio del mar, y,

apañándolos segó las vidas de 105 pescadores que a dos pasos de la tierra murieron en

medio de las olas agitadas y ciclópeas. Se pide a las almas buenas y generosas que,

por el eterno descanso de las ALMAS DE ESOS POBRES MÁRTIRES del trabajo, recen un

[PADRE NUESTRO Y UN AVE MARÍA]

para que pidan a Dios Nuestro Señor por todas aquellas caritativas

personas que de tan buena gana dieron sus limosnas para suavizar los horrores

del hambre y de la miseria, la viudedad y la orfandad desprotegida.
Um medonho e terrivel temporal se desencadeiou na nossa costa, apanhando toda

a pescaria da POVOA DE VARZIM no meio do mar, e,

accessando-a ceifou 105 pescadores que a dois passos da terra morreram no
meio das vagas encapelladas e cyclopicas. Pede-se ás almas boas e generozas que,

pelo eterno descanço DAS ALMAS D'ESSES POBRES MARTYRES do trabalho, rezem um

[PADRE NOSSO E AVE-MARIA]

para que ellas peça a Deus Nosso Senhor por todas aquellas caritativas

pessoas que de tao boa vontade deram suas esmolas para suavizar os horrores

a fome e da miseria, a viuvez e a orphandade desprotegida.
Texto original, en portugués antiguo

- Datos: Q2839732
- Multimedia: Igreja Paroquial de Póvoa do Varzim / Q2839732